# Turiasorex
Turiasorex es un género extinto de musaraña que vivió en lo que ahora es la península ibérica España, durante el Mioceno medio y superior. Sus fósiles se encontraron en las cuencas de Teruel y Calatayud-Daroca, España. Nombrado por vez primera por Jan A. van Dam, Lars W. van den Hoek Ostende y Jelle W. F. Reumer en 2011 y la especie tipo es Turiasorex pierremeini, en honor al paleontólogo francés Pierre Mein.
Más de 160 de dientes aislados fueron encontrados en sedimentos datados entre hace 13 y 10 Ma. Los dientes encontrados tienen una relación longitud-anchura pequeña, indicador de un hocico relativamente corto. Teniendo en cuenta que la mayoría de musarañas tienen un hocico largo para buscar insectos entre la vegetación, el Turiasorex pierremeini podría haber tenido otro estilo de vida, por ejemplo haciendo uso de las madrigueras de otros mamíferos. Su dieta, por lo tanto no sólo incluiría insectos, sino también gusanos y pequeños vertebrados como lagartos.